# مله‌کبود علیا
مله‌کبود علیا، روستایی از توابع بخش کاکاوند شهرستان دلفان در استان لرستان ایران است.

## جمعیت
این روستا در دهستان کاکاوند شرقی قرار دارد و براساس سرشماری مرکز آمار ایران در سال ۱۳۸۵، جمعیت آن ۲۱۲ نفر (۴۸خانوار) بوده‌است.